# Donacospiza albifrons
El cachilo canela, (en Paraguay y Argentina, monterita cabeza gris o pajerita cabeza gris (en Uruguay), o pajerito canela (Donacospiza albifrons), es una especie de ave paseriforme de la familia Thraupidae, el único miembro del género Donacospiza. Tradicionalmente se clasificaba en la familia Emberizidae. Es nativo del centro oriente de América del Sur.

## Distribución y hábitat
Se distribuye desde el sureste de Brasil (desde Espírito Santo y Minas Gerais) hacia el sur por el este de Paraguay, sur de Brasil, Uruguay, hasta el centro oriente de Argentina (sur de Buenos Aires). Existe una población aislada en el norte de Bolivia (Beni).
Esta especie es considerada poco común en sus hábitats naturales: los pastizales húmedos, de llanura o serranos, juncales, y arbustales próximos de agua, por lo menos hasta los 1300 m de altitud.

## Descripción
Mide 15 cm de longitud. La cola es bastante larga y esbelta. Por arriba es pardo, con una lista superciliar y una media luna blancas por debajo del ojo y mejillas grisáceo oscuro; el dorso es estriado oscuro y los hombros de color gris azulado. Por abajo es color beige uniforme. La hembra tiene más estriado por arriba. El pico es negruzco. Las patas rosado oscuro. El iris pardo oscuro.

## Comportamiento
Generalmente anda solitario o en parejas; a pesar de bastante discreto, es inquieto y sabe posar en lo alto algún tallo de pastizal o en arbustos. El vuelo es bajo y corto.

### Alimentación
Su dieta consiste principalmente de semillas y otros vegetales, y también insectos.

### Reproducción
Nidifica entre los meses de septiembre y marzo. El nido, oculto y elaborado, tiene forma de taza, sostenido entre yuyos, cerca del suelo. Es construido con pajitas finas, desmenuzadas en la parte interna. La puesta es de tres huevos, ovoidales, blancos con manchitas castañas y algunas negras, más concentradas en el polo mayor, que miden en promedio 19 x 14 mm. Los huevos fueron puestos en días corridos y el período de incubación dura 13 días. La pareja alimenta a los pichones que permanecen en el nido 12 días. Sufre parasitismo de puesta por el tordo renegrido (Molothrus bonariensis).

### Vocalización
El canto es una serie rápida de pares de notas repetidas de una forma casi aleatoria, por ejemplo «chichichi chi-chi-chir-chichichieh».

## Sistemática

### Descripción original
La especie D. albifrons fue descrita por primera vez por el naturalista francés Louis Pierre Vieillot en 1817 bajo el nombre científico Sylvia albifrons; su localidad tipo es: «Paraguay».
El género Donacospiza fue propuesto por el ornitólogo alemán Jean Cabanis en 1851.

### Etimología
El nombre genérico femenino Donacospiza se compone de las palabras del griego «donax»: junco, caña, y «σπιζα spiza» que es el nombre común del pinzón vulgar, vocablo comúnmente utilizado en ornitología cuando se crea un nombre de un ave que es parecida a un pinzón; y el nombre de la especie «albifrons» se compone de las palabras del latín «albus»: blanco, y «frons»: frente.

### Taxonomía
Durante décadas colocado en la familia Emberizidae, este género fue transferido para Thraupidae con base en diversos estudios genéticos, citando Burns et al. 2002, 2003; Klicka et al. 2007 y Campagna et al. 2011. La Propuesta N° 512 al Comité de Clasificación de Sudamérica (SACC) de noviembre de 2011, aprobó la transferencia de diversos géneros (entre los cuales Donacospiza) de Emberizidae para Thraupidae.
Es monotípica. Los amplios estudios filogenéticos recientes comprueban que la presente especie es pariente próxima de Cypsnagra hirundinacea, y el par formado por ambas es próximo a Poospizopsis, todos en una subfamilia Poospizinae.